# Ан Ік Су
Ан Ік Су (кор. (안익수, нар. 6 травня 1965) — південнокорейський футболіст, що грав на позиції захисника, зокрема за «Соннам Ільхва Чхонма» та національну збірну Південної Кореї.

## Клубна кар'єра
У дорослому футболі дебютував 1989 року виступами за команду «Соннам Ільхва Чхонма», в якій провів сім сезонів, взявши участь у 142 матчах чемпіонату.  Більшість часу, проведеного у складі «Соннам Ільхва Чхонма», був основним гравцем захисту команди.
Протягом 1996 року захищав кольори «ПОСКО Атомс», після чого перейшов до «Пхохан Стілерс», за який і відіграв заключні два сезони кар'єри.

## Виступи за збірну
На початку 1994 року дебютував в офіційних матчах у складі національної збірної Південної Кореї і провів п'ять офіційних ігор. Влітку того ж року був включений до її заявки на чемпіонат світу в США, утім в іграх світової першості участі не брав.
| Дата      | Місто        | Господарі      | Результат | Гості          | Турнір           | Голи | Примітки |
| --------- | ------------ | -------------- | --------- | -------------- | ---------------- | ---- | -------- |
| 16-2-1994 | Чханвон      | Південна Корея | 1 – 2     | Румунія        | товариський матч | -    |          |
| 26-2-1994 | Лос-Анджелес | Колумбія       | 2 – 2     | Південна Корея | товариський матч | -    |          |
| 12-3-1994 | Фуллертон    | США            | 1 – 1     | Південна Корея | товариський матч | -    |          |
| 1-5-1994  | Сеул         | Південна Корея | 2 – 2     | Камерун        | товариський матч | -    | 31'      |
| 11-6-1994 | Даллас       | Гондурас       | 0 – 3     | Південна Корея | товариський матч | -    | 46'      |
| Усього    |              | Матчів         | 5         |                | Голів            | 0    |          |